# ГМ-94
ГМ-94 (рос. гранатомет магазинный) — помповий гранатомет Міщука. Створений в Тульському КБ Приладобудування на початку 1990-х років. Призначений для вогневої підтримки в умовах ближнього бою, особливо в міських умовах.

## Характеристики
ГМ-94 призначений для бойових дій на малій відстані, особливо військових дій в умовах міста. З мінімальною безпечною відстанню 10 метрів, ГМ-94 добре пристосований для дій навіть всередині будівель. Простота конструкції дає можливість надійно працювати при потраплянні пилу, бруду, та після занурення у воду.
Для нього створені спеціальні боєприпаси, зокрема: осколково-фугасний ВГМ-93.900, термобаричний ВГМ-93.100, димний ВГМ-93.300 та ВГМ-93.200 зі сльозогінним газом, а також травматичний ВГМ-93.600 з гумовою кулею.
Термобарична граната ВГМ-93.100 містить близько 160 г вибухової речовини. Може пробивати 8 мм звичайної сталі або стіни з утворенням мінімальної кількості уламків. Її головна особливість: майже повна відсутність небезпечних осколків, навіть корпус зроблено з легкого пластика. Фактор ураження — ударна хвиля. Тому цю гранату безпечно застосовувати на відстані не менше 10 метрів від дружніх сил. Для порівняння — американські стандартні гранати M406 та M433 калібру 40×46SR безпечні на відстані понад 130 метрів.
В червні 2005 року ГМ-94 разом з термобаричною гранатою ВГМ-93.100 був прийнятий на озброєння міністерства внутрішніх справ РФ.
В жовтні 2007 року російське міністерство оборони прийняло на озброєння гранатомет ЛПО-97 створений на основі ГМ-94 з термобаричною гранатою, в 2008 ГМ-94 був прийнятий на озброєння ФСБ.
Попри те, що гранатомет був призначений для російських силових органів, він був помічений в Казахстані та Лівії.

## Тактико-технічні характеристики
- Механізм перезаряджання: ручний, помповий, з рухомим стволом
- Калібр: 43 × 30 мм (ВГМ93)
- Маса не зарядженого: ~ 5,0 кг
- Довжина: 820 мм (приклад розкладено), 545 мм (приклад складений)
- Відстань до цілі: 300 м (точкова ціль), 500 м (максимальна)
- Приціл: відкритий, драбинка з позначками на 50-300 м з кроком 50 м
- Живлення: підствольний магазин на 3 гранати + 1 граната в каморі
- Дульна швидкість: 85 м/с

## Бойове застосування
ГМ-94 використовували у боях в Нальчику в жовтні 2005 року та громадянській війні в Лівії.

### Каральні акції
10-11 серпня 2020 року білоруський підрозділ «Алмаз» використовував ГМ-94 в Мінську для придушення народних протестів.
30 березня 2021 року підрозділом Росгвардії використав ГМ-94 з термобаричними гранатами для обстрілу Володимира Барданова після облоги тривалістю 7 годин.

### Російсько-українська війна
Помічений на озброєнні російських диверсантів під час захоплення адміністративних будівель в Сімферополі в 2014 році.
Наступного разу був помічений в 2022 році на озброєнні російських загарбників, певна кількість була захоплена Українськими Силами Оборони.
Російські окупаційні підрозділи застосували ГМ-94 та сльозогінні гранати ВГМ-93.200 для придушення протестів проти окупації в Херсоні.
У вересні 2022 року на одній з ділянок фронту позиції українських воїнів атакували найманці так званої «ПВК Вагнер», але зазнали втрат і змушені були відійти. В результаті бою військові 93-ї окремої механізованої бригади ЗСУ «Холодний Яр» захопили ручний багатозарядний гранатомет ГМ-94 російського виробництва.

## Оператори
- Білорусь[15]
- Казахстан[7]
- Лівія[7]
- Росія: різноманітні силові органи, МВС, ФСБ, збройні сили[8]
- Україна: захоплені у російських загарбників трофейні зразки[16]